# Андраш Каллаї-Сондерс
Андра́ш Ка́ллаї-Со́ндерс (англ. András Kállay-Saunders, угор. Kállay-Saunders András, також відомий як Kállay Saunders (іноді Kállay-Saunders); нар. 28 січня 1985, Нью-Йорк, США) — американсько-угорський співак, музичний продюсер, композитор. Представник Угорщини на пісенному конкурсі Євробачення 2014 в Копенгагені з піснею «Running».

## Біографія

### Ранні роки
Андраш Каллаї-Сондерс народився 28 січня 1985 року в Нью-Йорку у сім'ї угорської моделі Каталін Каллаї та американського соул-співака і продюсера Фернандо Сондерса. Андраш є нащадком відомого угорського дворянського роду Каллаї по материнській лінії.
Протягом більшої частини дитячих років батько Каллаї-Сондерса їздив по всьому світу і грав свою музику серед легендарних співаків і музикантів, таких як Лучано Паваротті, Джефф Бек, Лу Рід. Фернандо часто брав сина з собою в гастролі.

### Кар'єра
У 2011 році Каллаї вирішив відвідати Угорщину, щоб провести час із бабусею, яка на той час захворіла. Під час свого візиту до Угорщини він побачив рекламний ролик із закликом талановитих співаків на прослуховування для участі в аналозі українського талант-шоу «Голос країни» угорському Megasztár.
Каллаї фінішував четвертим у конкурсі і незабаром підписав контракт з Universal. В цей час він на постійне проживання переїхав до Угорщини. Каллаї випустив два сингли під лейблом Universal, «Csak Veled» «I Love You» які стали вибуховими хітами в Угорщині, посівши #7 і #2 сходинки в угорському чарті Top 40 Billboard.
У серпні 2012 року Андраш співпрацював з шведським репером Rebstar та американським продюсером DJ Pain 1 над синглом «Tonight», який зайняв #4 позицію на Top 40 Hungarian Billboards.
У листопаді 2012 року розірвав контракт із Universal та підписав нову угоду з шведським лейблом Today Is Vintage.
20 грудня 2012 року у світ вийшов сингл «My Baby», який також був використаний для участі Каллаї-Сондерса в національному відборі Угорщини на Євробачення 2013.
Потому Каллаї-Сондерс працював над дебютним альбомом та готувався до виступу на пісенному конкурсі Євробачення 2014.

## Євробачення 2014
Каллаї-Сондерс 6 травня з піснею «Running» представить Угорщину на міжнародному конкурсі Євробачення 2014 в Копенгагені, Данія.

## Особисте життя
Каллаї зустрічається з угорською співачкою і моделлю, переможницею угорського аналога українського талант-шоу «Голос країни» «Megasztár» Ренатою Толвай (Renáta Tolvai).

## Дискографія

### Альбоми
- Delivery Boy (TBA)

## Сингли
- Csak Veled (Only with You) (2011)
- I Love You (2012)
- Tonight feat. Rebstar (2012)
- My Baby (2013)
- Play My Song feat. Rebstar (2013)